# Governo Wilmès II
Il Governo Wilmès II è stato il 97º governo del Belgio, il secondo guidato dal primo ministro Sophie Wilmès, altresì prima donna del paese a guida di un esecutivo. 
È stato un governo di coalizione di minoranza, tecnicamente temporaneo, seppur con pieni poteri emergenziali; politicamente schierato al centro, era composto da ministri provenienti da Cristiano-Democratici e Fiamminghi (CD&V), Liberali e Democratici Fiamminghi Aperti (Open Vld) e Movimento Riformatore (MR).

## Storia
La creazione del governo Wilmès II è avvenuta il 17 marzo 2020 ed è stata un'esatta continuazione del governo Wilmès I, con l'eccezione che il governo ora aveva pieni poteri legislativi piuttosto che essere solo un governo provvisorio. 
I partiti di opposizione sp.a, PS, Groen, Ecolo, cdH e DéFI, infatti, hanno fornito supporto per un periodo di tre mesi al governo per gestire la pandemia di coronavirus in Belgio, successivamente prorogato di altri tre mesi fino a metà settembre e prorogato ancora una volta fino al 1º ottobre 2020 per consentire il completamento del lungo processo di formazione del governo belga a seguito delle elezioni parlamentari del 2019. 
Pur essendo una minoranza, il governo in quanto tale aveva determinati poteri plenari per essere in grado di affrontare la pandemia in modo rapido ed efficace. 
Il 1º ottobre 2020 il governo Wilmès II è stato sostituito dal Governo De Croo.

## Sostegno parlamentare
| Camera                    | Collocazione                    | Gruppi Parlamentari                                              | Seggi    |
| ------------------------- | ------------------------------- | ---------------------------------------------------------------- | -------- |
| Camera dei rappresentanti | Governo                         | MR (14) - VLD (12) - CD&V (12)                                   | 34 / 150 |
| Camera dei rappresentanti | Appoggio temporaneo d’emergenza | PS (19) - Ecolo (13) - sp.a (9) - Verdi (8) - cdH (5) - DéFI (2) | 56 / 150 |
| Camera dei rappresentanti | Opposizione                     | N-VA (24) - VB (18) - PVDA-PTB (12) - Indipendenti (2)           | 60 / 150 |

## Composizione
La composizione di questo gabinetto è stata identica a quella del precedente.
     Movimento Riformatore (MR)
     Cristiano-Democratici e Fiamminghi (CD&V)
     Liberali e Democratici Fiamminghi Aperti (Open Vld)
| Carica o ministero                                                         | Titolare | Titolare | Titolare                | Partito  |
| -------------------------------------------------------------------------- | -------- | -------- | ----------------------- | -------- |
| Primo ministro                                                             |          |          | Sophie Wilmès           | MR       |
| Vice Primo ministro, Lavoro, economia e consumatori                        |          |          | Kris Peeters            | CD&V     |
| Vice Primo ministro, Finanze, cooperazione allo sviluppo                   |          |          | Alexander De Croo       | Open Vld |
| Vice Primo ministro, Affari esteri ed europei, difesa                      |          |          | Didier Reynders         | MR       |
| Sicurezza e interno                                                        |          |          | Pieter De Crem          | CD&V     |
| Giustizia                                                                  |          |          | Koen Geens              | CD&V     |
| Affari sociali, sanità pubblica, asilo e immigrazione                      |          |          | Maggie De Block         | Open Vld |
| Previdenza                                                                 |          |          | Daniel Bacquelaine      | MR       |
| Energia, ambiente e sviluppo sostenibile                                   |          |          | Marie-Christine Marghem | MR       |
| Bilancio e servizio civile                                                 |          |          | David Clarinval         | MR       |
| Mobilità                                                                   |          |          | François Bellot         | MR       |
| Classi medie, lavoratori autonomi, PMI, agricoltura e integrazione sociale |          |          | Denis Ducarme           | MR       |
| Agenda digitale, telecomunicazioni e servizi postali                       |          |          | Philippe De Backer      | Open Vld |